# 宋作順
宋作順（羅馬拼音：Soong Chok Soon，1950年—），後改名多明尼克·宋（英語：Dominic Soong），是一位已退役馬來西亞、加拿大男子羽球運動員和教練。
宋作順在1973年的東南亞運動會羽毛球比賽與潘奇·古納蘭一起獲得男子雙打銀牌。一年後，他們在大英國協運動會上獲得男子雙打銅牌。他也代表馬來西亞參加1976年湯姆斯盃，在對陣衛冕隊印尼時，與謝漢忠搭檔雙打，以15:13、6:15、6:15輸給梁春生/洪耀龍組合。第一局的勝利是馬來西亞在決賽唯一的勝局，最後全隊以0-9輸球而獲得亞軍。
宋作順後來移居加拿大。1978年，他在加拿大個人錦標賽中贏得了男子雙打冠軍。
他是位於加拿大渥太華的宋氏羽球學院的創辦人。